# Liste des As slovaques de la Seconde Guerre mondiale
La plupart des as slovaques, c'est-à-dire des pilotes de chasse ayant obtenu au moins 5 victoires, ont remporté la grande majorité de leurs succès contre les Soviétiques, alors qu'ils combattaient dans les rangs de la Luftwaffe sur le Front de l'Est, en 1942 et 1943.

## Liste des as
| prénom et nom     | palmarès |
| ----------------- | -------- |
| Jan Reznak        | 32       |
| Izidor Kovarik    | 28       |
| Jan Gerthofer     | 26       |
| Frantisek Cyprich | 15       |
| Frantisek Brezina | 14       |
| Pavol Zelenak     | 12       |
| Josef Stauder     | 12       |
| Anton Matusek     | 12       |
| Rudolf Bozik      | 12       |
| Alexander Geric   | 9        |
| Vladimir Krisko   | 9        |
| Jozef Jancovic    | 7        |
| Rudolf Palaticky  | 6        |
| Frantisek Hanovec | 6        |
| Juraj Puskar      | 5        |
| Stefan Ocvirk     | 5        |
| Stefan Martis     | 5        |